# 김풍주
김풍주(한국 한자: 金豊柱, 1964년 1월 10일 ~ )는 대한민국의 전 축구 선수이자 코치이다. 포지션은 골키퍼였다.
1983년 부산 대우 로얄즈에 입단하여 선수 생활을 시작하였고(전년도 고등학교 졸업) 이듬해 1983년 FIFA 세계 청소년 축구 선수권 대회에서는 이문영과 번갈아 골문을 지키며 대한민국이 4강에 오르는데 공을 세웠다. 국가대표팀 차기 골키퍼로 거론되었으며, 그는 안정감과 과감한 캐칭 능력으로 1990년 FIFA 월드컵 예선에서 대한민국이 무패로 본선에 진출하는 데 큰 공헌을 하였지만 대회 직전 다리부상으로 최인영에게 주전 자리를 내준 채 그는 벤치를 지켰다. 1994년 FIFA 월드컵 전에도 김호 감독의 부름을 받아 주전 골키퍼로 활약하였으나 또다시 부상으로 대회에 나서지 못했다. 그는 190cm의 큰 키에 안정감을 갖춘 골키퍼로 서동명이 들어오기 전까지는 대한민국 골키퍼 중 가장 키가 컸다. 그러나 그는 국가대표에서 큰 활약을 하고도 월드컵에는 나서지 못하고 아쉽게 선수 생활을 은퇴했다.
한편, 1994년 시즌 후 은퇴했고 대우는 김풍주의 은퇴 뿐 아니라 그 해 최다실점, 정규시즌 최하위의 수모를 겪게 되자 1995년 용병 골키퍼 일리치를 영입했으나 다음 해인 1996년 막판 용병 GK 제한에 걸려 트레이너로 승격한 김풍주까지 동원하는 곤욕을 치르기도 했으며  김풍주는 1997년부터 본격적으로 코치 전향을 했다.
이후,  2004년 울산 현대의 코치로 활약하다 U-17 대표팀의 골키퍼 코치를 거쳐 국가대표팀 코치로 일했다.

## 플레이 스타일
190cm의 키에도 불구하고 빠른 판단력. 안정감을 갖춘 골키퍼였다.